# Aptoceras monstruosus
Aptoceras monstruosus är en insektsart som beskrevs av Marius Descamps 1981. Aptoceras monstruosus ingår i släktet Aptoceras och familjen gräshoppor. Inga underarter finns listade i Catalogue of Life.